# Interpretación (jurídica)
El interpretativismo es una escuela de pensamiento en la jurisprudencia contemporánea y la filosofía del derecho. 

## Resumen

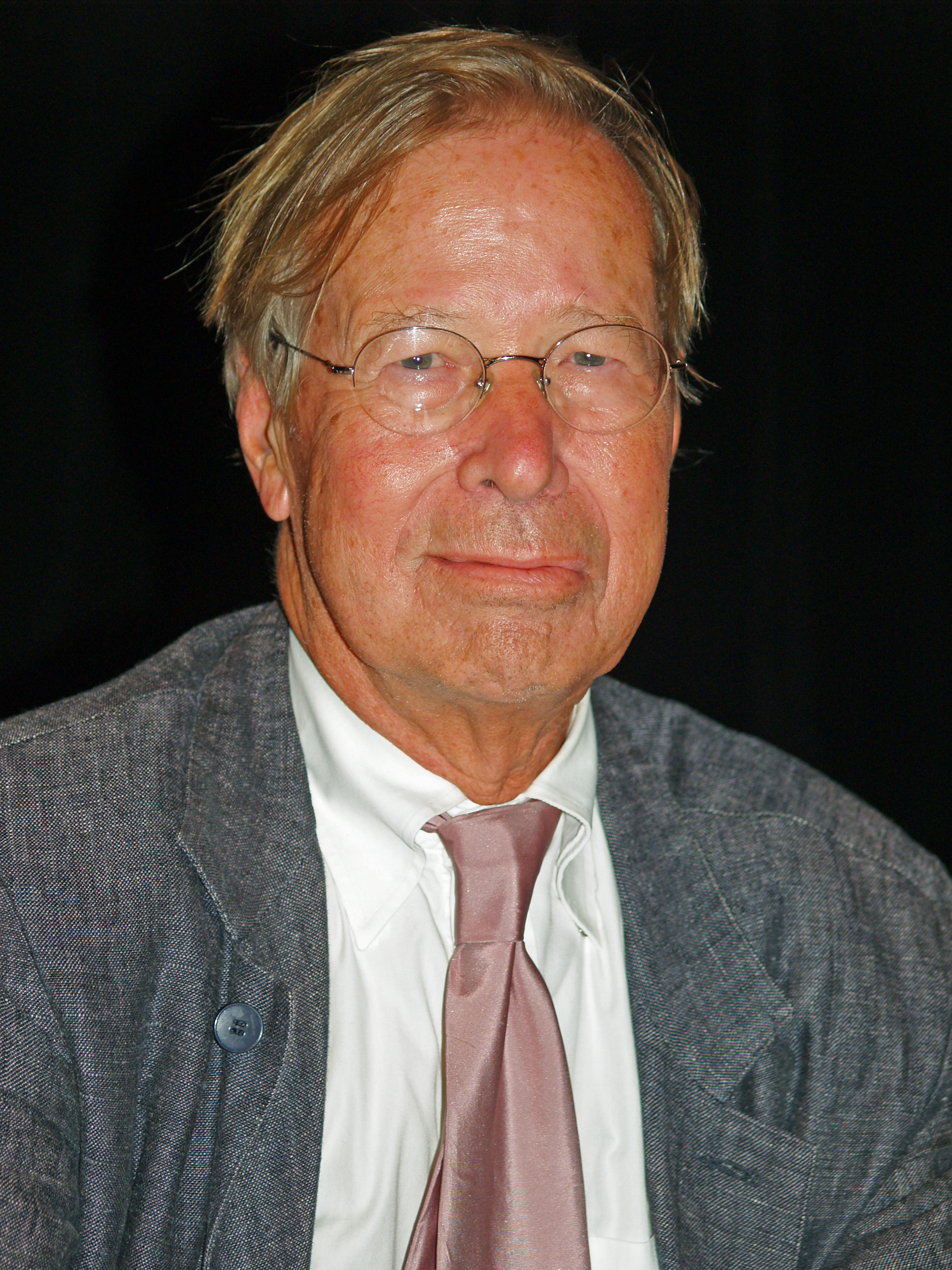
Ronald Dworkin se asocia a menudo con el interpretativismo

Las principales afirmaciones del interpretativismo son que 
- El derecho no es un conjunto de datos, convenciones o hechos físicos dados, sino lo que los juristas pretenden construir u obtener en su práctica. Esto marca una primera diferencia entre el interpretativismo y el positivismo jurídico. Pero la negativa a que el derecho sea un conjunto de entidades dadas opone el interpretativismo al derecho natural también.
- No hay separación entre el derecho y la moral, aunque sí hay diferencias. Esto no concuerda con la principal pretensión del positivismo jurídico.
- El derecho no es inmanente a la naturaleza ni los valores y principios jurídicos existen de forma independiente y fuera de la propia práctica jurídica. Esto es lo contrario de la principal afirmación de la teoría del derecho natural.

En el mundo anglosajón, el interpretativismo suele identificarse con la tesis de Ronald Dworkin sobre la naturaleza del derecho expuesta en su texto titulado Law's Empire, que a veces se considera una tercera vía entre el derecho natural y el positivismo jurídico. 
El concepto también incluye la hermenéutica jurídica continental y autores como Helmut Coing y Emilio Betti. La hermenéutica jurídica puede considerarse una rama de la hermenéutica filosófica, cuyos principales autores en el siglo XX son Martin Heidegger y Hans-Georg Gadamer, ambos basados en la fenomenología de Edmund Husserl. En la actualidad, la hermenéutica se ha extendido a muchos y variados ámbitos de investigación en las ciencias sociales como alternativa a un enfoque convencionalista.
En un sentido más amplio, el interpretativismo incluye incluso las tesis de, por orden cronológico, Josef Esser, Theodor Viehweg, Chaim Perelman, Wolfgang Fikentscher, António Castanheira Neves, Friedrich Müller, Aulis Aarnio y Robert Alexy.